# إدمار فيغيرا
إدمار فيغيرا (بالبرتغالية: Edmar Figueira) هو لاعب كرة قدم برازيلي في مركز الهجوم، ولد في 13 مايو 1984 في Naviraí ‏ في البرازيل. لعب مع نادي أمريكا ونادي الشرطة ونادي بانانتس ونادي بونه ونادي بياترا نيامتس ونادي غراسهوبر زيوريخ ونادي فييرينسي ونادي كارتاهينيس.

## وصلات خارجية
- إدمار فيغيرا على موقع قاعدة بيانات كرة القدم.إي يو (الإنجليزية)
- إدمار فيغيرا على موقع Soccerway.com (الإنجليزية)